# Maapäev
Il Maapäev (in italiano: Consiglio della Terra, in estone letteralmente significa Giorno della Terra) o Assemblea Provinciale Estone, fu creato nel 1917 come dieta nazionale del Governatorato Autonomo Russo dell'Estonia.

## L'autonomia del governatorato estone
Il 12 aprile 1917 il Governo Provvisorio Russo emise un'ordinanza sull'autonomia provvisoria dell'Estonia. Il Governatorato dell'Estonia, comprendente l'attuale Estonia settentrionale, fu unito con la parte settentrionale estonofona del Governatorato di Livonia per formare un governatorato autonomo.
Le elezioni dei 62 deputati della dieta si tennero a diverse riprese; gli ultimi deputati furono eletti nell'autunno del 1917. Il processo di elezione vide la creazione e la riorganizzazione dei partiti nazionali estoni.
Alla dieta furono rappresentati sei partiti, con tre deputati indipendenti e due deputati rappresentanti delle minoranze tedesche e svedesi.
- Il Eesti Maarahva Liit agrario, guidato da Jaan Hünerson conquistò 13 seggi
- Il Partito Democratico (Eesti Demokraatlik Erakond) ottenne 11 seggi
- I Socialisti Radicali ottennero 11 seggi
- La frazione menscevica del RSDLP guidato da Mihkel Martna e August Rei fu riorganizzato nel Eesti Sotsiaaldemokraatlik Tööliste Partei e ottenne 9 seggi
- Il SRs guidato da Hans Kruus e Gustav Suits formò il Eesti Sotsialistide-Revolutsionääride Partei con 8 seggi
- I bolscevichi guidati da Jaan Anvelt ottennero 5 seggi

## Indipendenza
Il 28 novembre (15 novembre) 1917 il Maapäev rifiutò di riconoscere il nuovo potere bolscevico e si autoproclamò autorità legale suprema in Estonia. La Repubblica di Estonia dichiarò formalmente l'indipendenza il 23 febbraio 1918, per essere poi occupata e annessa all'Impero tedesco, per sei mesi.

### Storia
I bolscevichi tentarono di sciogliere il Consiglio il 26 novembre 1917 per prendere il potere nel paese. Nella sua ultima riunione del 28 novembre, il Maapäev si autoproclamò autorità legale suprema fino alla convocazione dell'Assemblea Costituente. Il Comitato degli Anziani fu autorizzato a legiferare; il consiglio fu poi sciolto con la forza dai bolscevichi, che obbligarono i capi politici alle dimissioni. Alle elezioni organizzate dai bolscevichi per l'Assemblea Costituente all'inizio del 1918, due terzi dei voti sostennero i partiti che erano per l'indipendenza nazionale.
I bolscevichi allora proclamarono nulle le elezioni; il 19 febbraio il Comitato degli Anziani del Consiglio della Terra decise di proclamare l'indipendenza dell'Estonia. Fu fondato un Comitato di Salvezza (composto da tre membri formati dal Maapäev come corpo esecutivo per il tempo in cui le attività dell'assemblea furono sospese) con poteri speciali. Il 24 febbraio 1918, dopo che i bolscevichi ebbero abbandonato Tallinn e un giorno prima che le forze tedesche occupassero la capitale della nazione, il Comitato di Salvezza emise una dichiarazione formale di indipendenza della Repubblica di Estonia.
Dopo che l'occupazione tedesca dell'Estonia fu terminata, il Maapäev continuò a svolgere la sua funzione di assemblea legislativa estone fino al 1919.

### La guerra per l'indipendenza
La Guerra di indipendenza estone (in estone: Vabadussõda, guerra di libertà) ebbe inizio allorquando i tedeschi, in seguito alla loro resa nella prima guerra mondiale, si ritirarono dai territori da essi occupati. L'Estonia era uno di questi, parte del Ducato Baltico Unito, Stato filo-tedesco. Nel vuoto di potere lasciato dallo sgombero tedesco, i russi bolscevichi ritennero di poter riprendere possesso dei territori ceduti col Trattato di Brest-Litovsk, ed instaurarvi il bolscevismo come avevano fatto in Russia.
L'Estonia indipendente dopo due anni di guerra riuscì a liberarsi definitivamente dai russi, che dovettero riconoscere l'indipendenza dello stato estone con il Trattato di Tartu del 1920, in cui i bolscevichi si impegnavano a riconoscere e rispettare per sempre, la sovranità della Repubblica Estone.